# 印度尼西亚语
印度尼西亚语，简称印尼语，是印度尼西亚的官方语言。印尼語属於马来-波利尼西亚语族，是經過印尼化的马来语廖内方言，約有2.49億使用者，是世界上使用人數最多的語言之一。
大多數印尼人能夠流利地把印尼語當第二語言使用。這些人在家裡或是當地社區使用當地語言（例如米南加保語、爪哇語等等）。 然而，絕大部分正規教育、全國性媒體、政府機構、司法系統等均只使用印尼語。

## 歷史
印尼語是一種被規範後的馬來語（Malay language）。在規範化以前，馬來語已經在印尼群島以通用語的身分流通了數世紀。在荷蘭殖民時期，印尼語吸收了大量荷蘭語詞彙，令其與隨後受到英語嚴重影響的馬來西亞語之間出現明顯的發音和詞彙差異。
1945年印尼獨立後，為了團結印度尼西亞數千個島嶼的人民，母語人口只佔總人口5%的印尼語被印尼政府定為官方語言。
在政府推動下，印尼語在印尼社會各個領域均佔了主導地位，成為了少數成功取代殖民者語言地位的案例。如今，印尼語成為了具民族認同感的語言，加強了印尼人的身分認同，並推動印尼掃盲、現代化、並走向進步。
現時印尼少於20%的人口以印尼語當作母語（主要在雅加達附近），但其使用人口卻超過二億人，通用於全國。這是因為對於一個擁有超過700多個地區語言的國家來說，印尼語是聯繫印尼不同地區的重要溝通工具，主要用於印尼商業、行政、各級教育以及各大眾傳播媒體上。
然而，大多數以印尼語當母語的印尼人都承認，他們在日常生活中很少使用標準印尼語：人們可以在報紙、書本上讀到，也可以在電視新聞上聽到標準印尼語，然而在日常會話中人們卻很少使用這種正式的印尼語。雖然這個現象在世界上大多數語言中都存在（例如英語口語就不一定與標準書面語相符），然而以語法及詞彙而言，印尼語口語的「正確度」比較起正式書面印尼語而言相當的低。這可能是因為大多印尼人都傾向於在使用印尼語時混入當地語言的詞彙（如爪哇語、巽他語、漢語）。結果，大多數外國人造訪印尼時都常常聽到各式各樣口音的印尼語。這現象因為俚語的使用而更明顯，而且在城市裡尤為明顯。現實中一個典型的例子便是前印尼總統蘇哈托——他演講時總會混入一些爪哇方言。

## 語音系統

### 語音體系
下列為現代印尼語的元音及輔音之音位架構。
|            | 前元音 | 央元音 | 後元音 |
| ---------- | ------ | ------ | ------ |
| 閉元音(高) | iː     |        | uː     |
| 半閉元音   | e      | ə      | o      |
| 半開元音   | (ɛ)    |        | (ɔ)    |
| 開元音(低) |        | a      |        |

|        | 唇音    | 齿音/齿龈音 | 齒齦後音 | 硬腭音 | 軟腭音 | 喉音 |
| ------ | ------- | ----------- | -------- | ------ | ------ | ---- |
| 鼻音   | m       | n           |          | ɲ      | ŋ      |      |
| 塞音   | p b     | t d         |          |        | k g    | ʔ    |
| 塞擦音 |         |             | ʧ ʤ      |        |        |      |
| 擦音   | (f) (v) | s (z)       | (ʃ)      |        | (x)    | h    |
| 近音   | w       | l           |          | j      |        |      |
| 颤音   |         | r           |          |        |        |      |

## 印尼語語法

### 字序
基本語序：主詞─動詞─受詞
形容詞、指示代名詞及所有格代名詞接在名詞之後，採用後位修飾法，類如法語。
介詞為前置詞，置於其所修飾之名詞前。
名詞一般不依性、數、格等進行變化，但有時名詞以疊詞的方式構造眾數形。

### 代名詞省略

#### 礼貌用语
在敘述句和疑問句中省略代名词，表示禮貌或尊敬，比如店里的禮貌店員，她會避免將代名詞和「請問」這兩種表達法夾在一塊使用： 
| 代名詞的省略 (主詞 及 賓語) | 對應中文字詞     | 中文套句              |
| --------------------------- | ---------------- | --------------------- |
| Bisa dibantu?               | 可以 + 被服務嗎? | (我)可以為(你)服務嗎? |

#### 省略主语
当主语未知或並不重要时，或在文句中有隱含主语时的簡略表達，比如回答关于房屋购买的詢問：
| 代名詞的省略 (隱含主詞)               | 對應中文字詞              | 中文套句               |
| ------------------------------------- | ------------------------- | ---------------------- |
| Rumah ini dibeli lima tahun yang lalu | 房子 這間 + 被買走 五年前 | 這間房子在五年前被買走 |

關於主動語氣和被動語氣(也是和字序有所關聯)表達上的選擇使用來看，這個選擇到底是要從主動者及被動者的關係來出發，且要相當底依靠語言的內在風格及內文敘述，如此總的結合來表達出適當的語句。

## 雙言現象
雙言現象（diglossia，另譯雙層語言或文白分離）是一社會語言學術語，意指在一個語言社群裡同時存在兩種不同語言變體的狀態。這兩種語體的正式性與社會地位有所不同；擁有較高威望者稱為H形式，威望較低者稱為L形式。H形式用於正式場合，例如學校教育、政府文書、傳播媒體；L形式則用於日常生活。
印尼語對印尼語的稱呼是「bahasa Indonesia」（印尼的語言），而印尼語的H形式常被稱為「bahasa resmi」（官方語言）或「bahasa baku」（標準語），L形式則稱為 「bahasa sehari-hari」（日常語）或「bahasa non-baku」（非標準語）。需要注意的是，印尼語的H和L形式之間沒有清楚的界線。

## 拼寫改革
印尼語在1972年正式頒布了Ejaan Yang Disempurnakan（印尼文）拼寫規範，這個規範是為了統一印尼與馬來西亞兩國的文字而設計的。雖然新制已經廣為使用，但不少人仍然慣用舊制來拼寫自己的名字。下表列出印尼語舊制與新制比較：
| 舊拼寫法 | 新拼寫法 |
| -------- | -------- |
| tj       | c        |
| dj       | j        |
| j        | y        |
| nj       | ny       |
| sj       | sy       |
| ch       | kh       |

## 成語與諺語
Ada gula, Ada semut.
為印尼語文學用語：“哪兒有糖，哪兒就有螞蟻”，字義為「當那兒有些好事（糖），那兒就有些人（螞蟻）來搶拿好處」。這句話相似於漢語的成語：“不是蒼蠅不沾糞”、“有钱能使鬼推磨”（广东话为『有钱使得鬼推磨』、臺灣話為『有錢使鬼會挨磨。』）。

### 引用
1. 1 2  . Badan Pusat Statistics Indonesia.   [2024-08-27]. （原始内容存档于2025-03-04）.
2. 1 2  . Badan Pusat Statistics Indonesia.   [2024-08-27]. （原始内容存档于2025-03-04）.
3. 1 2  James Neil Sneddon. The Indonesian Language: Its History and Role in Modern Society. UNSW Press, 2004. Page 14."
4. ↑  Setiono Sugiharto (28 October 2013). "Indigenous language policy as a national cultural strategy". The Jakarta Post. Archived from the original on 16 September 2018. Retrieved 9 January 2014.
5. ↑  Hammam Riza (2008). "Resources Report on Languages of Indonesia"
6. ↑  "History of Indonesian Language". Language Translation, Inc.
7. ↑  Paauw, Scott (2009). "One Land, One Nation, One Language: An Analysis of Indonesia's National Language Policy". University of Rochester Working Papers in the Language Sciences. 5 (1): 2–16.
8. 1 2  Sneddon, James. . University of New South Wales Press. 2003. ISBN 0868405981 （英语）.
9. Badan Pusat Statistik. : 421, 427. 28 March 2013  [2015年10月13日]. ISSN 2302-8513. （原始内容存档于2015年4月2日）.